# Sang royal (roman)
Pour les articles homonymes, voir Sang royal.
Sang royal (titre original : Sovereign) est un roman policier historique de l’écrivain britannique C. J. Sansom publié en 2006. Il est le troisième roman de la série des aventures de l’avocat londonien bossu Matthew Shardlake. 

## Résumé
En Angleterre au XVIe siècle, à la suite de la révolution papiste, le roi Henri VIII et sa cour entament un voyage extraordinaire à travers les plus grosses villes du pays, dont York, qui a été le siège d’une rébellion papiste, afin que les notables de ces villes se soumettent au roi.
Un avocat londonien du nom de Matthew Shardlake est chargé de se rendre à York, pour aider maître Gilles Wrenne à rédiger et présenter les plaintes de la population au roi. Il accepte cette mission avec réticence et se voit attribuer une seconde mission dans la foulée par l’archevêque Thomas Cranmer : s’occuper de la santé et du bien être d’un des responsables de la révolution papiste, Edward Broderick, en passe d'être amené à Londres et jugé.
Mais des évènements bizarres et tragiques vont entrainer notre jeune avocat dans une enquête, qui va lui révéler des secrets concernant le roi et qui lui feront subir le pire sort que puisse subir un sujet d’Henri VIII : être enfermé et torturé à la prison de la tour de Londres.